# Toto-Karo
Toto-Karo je přírodní památka v Tepelské vrchovině v Karlovarském kraji. Nachází se východně od Bochova v okrese Karlovy Vary. Předmětem ochrany jsou společenstva vázaná na eutrofní až mezotrofní stojaté vody s populacemi vzácných druhů rostlin a živočichů, ke kterým patří kuňka obecná nebo čolek velký.

## Historie
Jádrem chráněného území je soustava rybníků vybudovaná v mělkém údolí. Pozemky v jejich blízkosti byly historicky využívány jako pastviny nebo louky. Splachům ze zemědělských ploch zabraňuje odvodňovací rýha vybudovaná podél jihozápadní hranice přírodní památky.
Přírodní památku vyhlásil Krajský úřad Karlovarského kraje s účinností od 1. července 2018.

## Přírodní poměry
Chráněné území s rozlohou 12,08 hektaru se nachází v Tepelské vrchovině v nadmořské výšce 635–648 metrů. Leží v katastrálních územích Bochov a Těšetice u Bochova a je součástí ptačí oblasti Doupovské hory.

### Abiotické faktory
Geologické podloží tvoří středně silně metamorfované sedimentární horniny překryté jezerními písky a jíly s písčitohlinitými naplaveninami. Podle geomorfologického členění Česka chráněné území patří k celku Tepelská vrchovina, podcelku Žlutická vrchovina a okrsku Bochovská vrchovina.
Z půdních typů se zde vyvinuly glej fluvický a kambizem oglejená kyselá.
Rybniční soustavu tvoří Havlisův rybník, rybníky Malá a Velká Žabka a dvojice menších bezejmenných rybníků. Odvodňovací strouha odvádí vodu do Ratibořského potoka, který je přítokem Střely. Chráněné území tedy patří do povodí Berounky.
V rámci Quittovy klasifikace podnebí se chráněné území nachází v mírně teplé oblasti MT3, pro kterou jsou typické průměrné teploty −3 až −4 °C v lednu a 16–17 °C v červenci. Roční úhrn srážek dosahuje 600–750 milimetrů, počet letních dnů je 20–30, počet mrazových dnů se pohybuje od 130 do 160 a sněhová pokrývka zde leží 60–100 dnů v roce.

### Ochrana přírody
Předmětem ochrany jsou v přírodní památce ekosystémy makrofytní vegetace přirozeně eutrofních a mezotrofních stojatých vod (35 % rozlohy), vegetace parožnatek (5 % rozlohy), rákosiny eutrofních stojatých vod (14 % rozlohy), vegetace vysokých ostřic (4 % rozlohy) a druhy středně ohrožených obojživelníků čolka velkého (Triturus cristatus) a kuňky obecné (Bombina bombina).

### Flóra
Z ohrožených druhů cévnatých rostlin na lokalitě roztroušeně roste zdravínek jarní pozdní (Odontites vernus subsp. serotinus), na plochách rybníků se hojně vyskytuje rdest ostrolistý (Potamogeton acutifolius) a v době přípravy vyhlášení chráněného území byl zaznamenán jeden jedinec myšího ocásku nejmenšího (Myosurus minimus).
Porosty parožnatek se nacházejí roztroušeně na okrajích rybníků.

### Fauna
V přírodní památce žije řada chráněných druhů živočichů. Početně jsou zastoupeny různé druhy hmyzu. Z řádu brouků zde žije svižník polní (Cicindela campestris), zlatohlávek tmavý (Oxythyrea funesta) a prskavec větší (Brachinus crepitans). Blanokřídlý hmyz zastupují různé druhy čmeláků nebo mravenci Formica cunicularia a Formica lemani. Vzácně byli zaznamenáni motýli bělopásek topolový (Limenitis populi), modrásek bahenní (Phengaris nausithous), otakárek fenyklový (Papilio machaon) a přástevník kostivalový (Euplagia quadripunctaria).
Plochy rybníků a vlhká místa v jejich okolí vyhledávají obojživelníci. Ke druhům, které jsou předmětem ochrany, patří malá stabilní populace čolka velkého a kuňky obecné. Kromě nich zde žijí také čolek obecný (Triturus vulgaris), ropucha obecná (Bufo bufo), skokan skřehotavý (Rana vidibunda) a skokan krátkonohý (Rana lessonae).
Vlhčí oblasti na okrajích polí, pasek a luk vyhledává na lokalitě hojný slepýš křehký (Anguis fragilis) nebo ojediněle užovka obojková (Natrix natrix). Suchým a teplejším lokalitám dává přednost ještěrka obecná (Lacerta agilis).
Soustava rybníků je hnízdištěm ptáků. Hnízdí zde strnad luční (Emberiza calandra), ťuhýk obecný (Lanius collurio), pěnice vlašská (Sylvia nisoria), bramborníček hnědý (Saxicola rubetra), moták pochop (Circus aeruginosus), jeřáb popelavý (Grus grus) a vyskytuje se zde koroptev polní (Perdix perdix). Z dalších druhů do chráněného území zalétají za potravou nebo jej přelétají ledňáček říční (Alcedo atthis), luňák červený (Milvus milvus), vodouš kropenatý (Tringa ochropus), holub doupňák (Columba oenas), rorýs obecný (Apus apus), vlaštovka obecná (Hirundo rustica) a krkavec velký (Corvus corax).

## Přístup
Do chráněného území nevedou žádné turisticky značené trasy. Přístup k němu umožňuje odbočka z místní komunikace mezi Údrčí a Těšeticemi.